# Mali slabinski mišić
Mali slabinski mišić (lat. musculus psoas minor) rudimentaran je mišić zdjelice kojeg nema kod 40% ljudi. Mišić inerviraju ogranci slabinskog spleta.

## Polazište i hvatište
Mišić polazi s 12. prsnog i 1. slabinskog kralješka (letaralnih strana trupa), te s intervertebralne ploče između njih, ide prema dolje i hvata se za preponsku kost. 